# Kanadai Liberális Párt
A Kanadai Liberális Párt (angolul: Liberal Party of Canada, franciául: Parti libéral du Canada) Kanada legrégibb szövetségi szintű politikai pártja.